# Ocularia cineracea
Ocularia cineracea är en skalbaggsart som beskrevs av Jordan 1894. Ocularia cineracea ingår i släktet Ocularia och familjen långhorningar.
Artens utbredningsområde är:
- Gabon.
- Bioko.
- Togo.

## Underarter
Arten delas in i följande underarter:
- O. c. subcineracea
- O. c. aethiopica